# 19787 Бетсіґласс
19787 Бетсіґласс (19787 Betsyglass) — астероїд головного поясу, відкритий 24 серпня 2000 року.
Тіссеранів параметр щодо Юпітера — 3,345.